# Lucky: No Time for Love
Lucky: No Time for Love è un film del 2005 diretto da Radhika Rao.